# NGC 5339
NGC 5339 في الفهرس العام الجديد، هي مجرة، تقع في كوكبة العذراء. اكتشفت في 14 مايو 1887 .

## روابط خارجية
- NGC 5339 على موقع ويكي سكاي: DSS2, SDSS, GALEX, IRAS, Hydrogen α, X-Ray, Astrophoto, Sky Map, Articles and images